# Kallstroemia hintonii
Kallstroemia hintonii är en pockenholtsväxtart som beskrevs av D. M. Portar. Kallstroemia hintonii ingår i släktet Kallstroemia och familjen pockenholtsväxter. Inga underarter finns listade i Catalogue of Life.